# Чернов Валентин Іванович
Валенти́н Іва́нович Черно́в (8 січня 1894, м. Тараща, Київської губернії — 24 червня 1980, Феодосія, Крим) — радянський музикант, диригент та астроном. Заслужений діяч мистецтв Киргизької РСР (1945).

## Біографія
Після закінчення музичного училища в Харкові, навчався в Парижі у відомого каталонського віолончеліста Пау Казальса. Паралельно з уроками музики відвідував обсерваторію відомого астронома Каміля Фламаріона.
Закінчив Московську консерваторію за класом віолончелі та факультет астрономії Московського державного університету імені Ломоносова.
В 1918-1935 роках працював в оркестрі Большого театру Москви. З 1921 року — диригент оперної студії Большого театру, а з 1927 року — повноцінний диригент Большого театру. 
Молодий вчений захоплюється космосом цікавиться ідеями Ціолковського, неодноразово зустрічається з ним в Калузі.
В 1924 році стає одним з засновників та членом президії "Товариства вивчення міжпланетних сполучень" — першої космічної організації в Радянському Союзі. 
В 1935 році, напевне остерігаючись безпідставних переслідувань, з боку параноїдальних тогочасних органів державної безпеки, Чернов залишає Москву та розпочинає новий етап свого життя. 
- 1935 – 1939 — головний диригент Удмуртського оперного театру (м. Іжевськ).
- 1939 – 1945 — диригент Киргизького театру опери та балету (м. Фрунзе).
- 1945 – 1947  — головний диригент Таджицького театру опери та балету.
- 1947 – 1951 — диригент Новосибірського театру опери та балету.
- 1951 – 1961 — Казахський театр опери та балету (м. Алма-Ата).
- 1961 – 1967 — диригент симфонічного оркестру Південного берега Криму (м. Ялта) та керівник оперної студії.
- 1951 – 1967 — займався педагогічною діяльністю.

Не залишив без уваги Чернов і композиторську діяльність. Його перу належать ліричні та симфонічні зарисовки, котрі з успіхом використовувалися на сцені.